# Vaesrade
Vaesrade (Limburgs: Voasje) is een klein dorp in het zuiden van Limburg (Nederland). Het was sinds 1982 een deel van de plaats Nuth en is na de gemeentelijke herindeling van 2019 deel van de gemeente Beekdaelen.

## Ligging
De ligging van het dorp is wat afgelegen ten opzichte van de overige kernen binnen de gemeente, het ligt op de rechteroever van de Geleenbeek, die op diverse andere plaatsen de gemeentegrens met Heerlen en Beekdaelen vormt. De plaats ligt verscholen tussen de heuvels op de helling vanuit het Geleenbeekdal het Plateau van Doenrade op. Heuvelop richting het oosten ligt het gehuchtje Hommert, dat ook gedeeltelijk bij Beekdaelen hoort.

## Geschiedenis

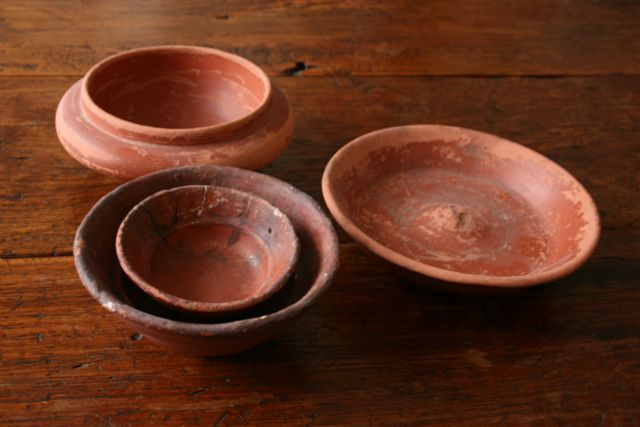
Terra sigillata, in 1944 gevonden in Vaesrade

In de omgeving van Vaesrade zijn tal van overblijfselen uit de Romeinse tijd gevonden. Ten noorden van het dorp werd in 1870 (en opnieuw in de jaren 1930) de Romeinse villa Vaesrade opgegraven.
De naam Vaesrade is indirect afgeleid van de patroonheilige Servaas (of 'Vaes').  Het achtervoegsel '-rade' wijst op een bosrijke omgeving, waar de bomen gerooid zijn. De heerlijkheid Vaesrade was in de middeleeuwen geen onderdeel van het Land van Valkenburg (zoals Heerlen), maar bezit van het Sint-Servaaskapittel te Maastricht. Het kapittel bezat er echter niet de hogere jurisdictie en om die reden behoorde het niet tot de banken van Sint-Servaas.
In 1596 werd in Vaesrade een kapel gesticht, nagenoeg op dezelfde plek waar nu de parochiekerk staat. Bij deze kapel hebben vanaf 1714 tot 1856 kluizenaars gewoond. Vanaf 1857 tot 1927 deed de kapel dienst als sacristie bij de kerk, die in 1857 werd gebouwd. In 1927 was deze kerk te klein geworden en werd ze vervangen door een nieuwe kerk aan de rand van het dorp, de huidige Sint-Servatiuskerk. Deze werd ontworpen door de architect Nic. Ramakers. De inmiddels tot sacristie verbouwde kluizenarij werd gesloopt.
Tot 1821 was Vaesrade een zelfstandige gemeente, maar had met slechts 300 inwoners geen bestaansrecht meer. Thans telt Vaesrade met het omliggende gebied bijna 1000 inwoners. Kerkelijk gezien was Vaesrade eeuwenlang een onderdeel van de parochie Nuth, van 1855 tot 1939 als rectoraat. In 1939 werd Vaesrade een zelfstandige parochie.

## Inlijving bij Nuth
De gemeentelijke herindeling van 1821, waarbij Vaesrade en Nuth samengingen, was bijzonder omdat de twee gemeenten niet aan elkaar grensden maar gescheiden werden door tussenliggend gebied van Hoensbroek en Schinnen. De keuze voor het samengaan met Nuth (en bijvoorbeeld niet met de aangrenzende gemeente Hoensbroek) werd vooral ingegeven door de reeds bestaande "kerkelijke" band als onderdeel van de parochie Nuth. Na de administratieve verbinding werd in 1823 bij Koninklijk Besluit ook een verbinding van het grondgebied gerealiseerd door een tot Hoensbroek horend deel van Kathagen en een smalle strook grond langs de verbindingsweg (de huidige provinciale weg N298) toe te voegen aan de nieuwe gemeente waardoor een corridor ontstond tussen Nuth en Vaesrade. Deze verbinding leidde in 1866 nog tot problemen. In dat jaar maakte de gemeente Hoensbroek bezwaar tegen een deel van het besluit uit 1823. De kwestie werd beslist door de Raad van State met de bepaling dat het onderhoud van een deel van de Weijenweg "gemeenschappelijk en gelijkelijk" rust op beide gemeenten. Bij de gemeentelijke herindeling van 1982 werd de smalle verbinding uit 1823 verbreed door het Kathagerbroek van de gemeente Hoensbroek (die toen opging in de gemeente Heerlen) toe te voegen aan de gemeente Nuth.

## Bezienswaardigheden
- De Sint-Servatiuskerk, van 1929.
- De Kathagermolen, een watermolen op de Geleenbeek, in de buurtschap Kathagen.
- De Onze-Lieve-Vrouw-Sterre-der-Zeekapel
- Diverse boerderijen, waaronder de vierkantshoeve Rozenstraat 1, van 1798.

Zie ook
- Lijst van rijksmonumenten in Vaesrade

## Natuur en landschap
Vaesrade ligt tegen de helling van het Plateau van Doenrade, op de rechteroever van de Geleenbeek op een hoogte van ongeveer 80 meter. Men vindt hier het Kathagerbroek, nabij de buurtschap Kathagen. Enkele holle wegen voeren omhoog naar het plateau, waar ten noorden van Vaesrade een hoogste punt van 112,8 meter wordt bereikt.

## Externe links

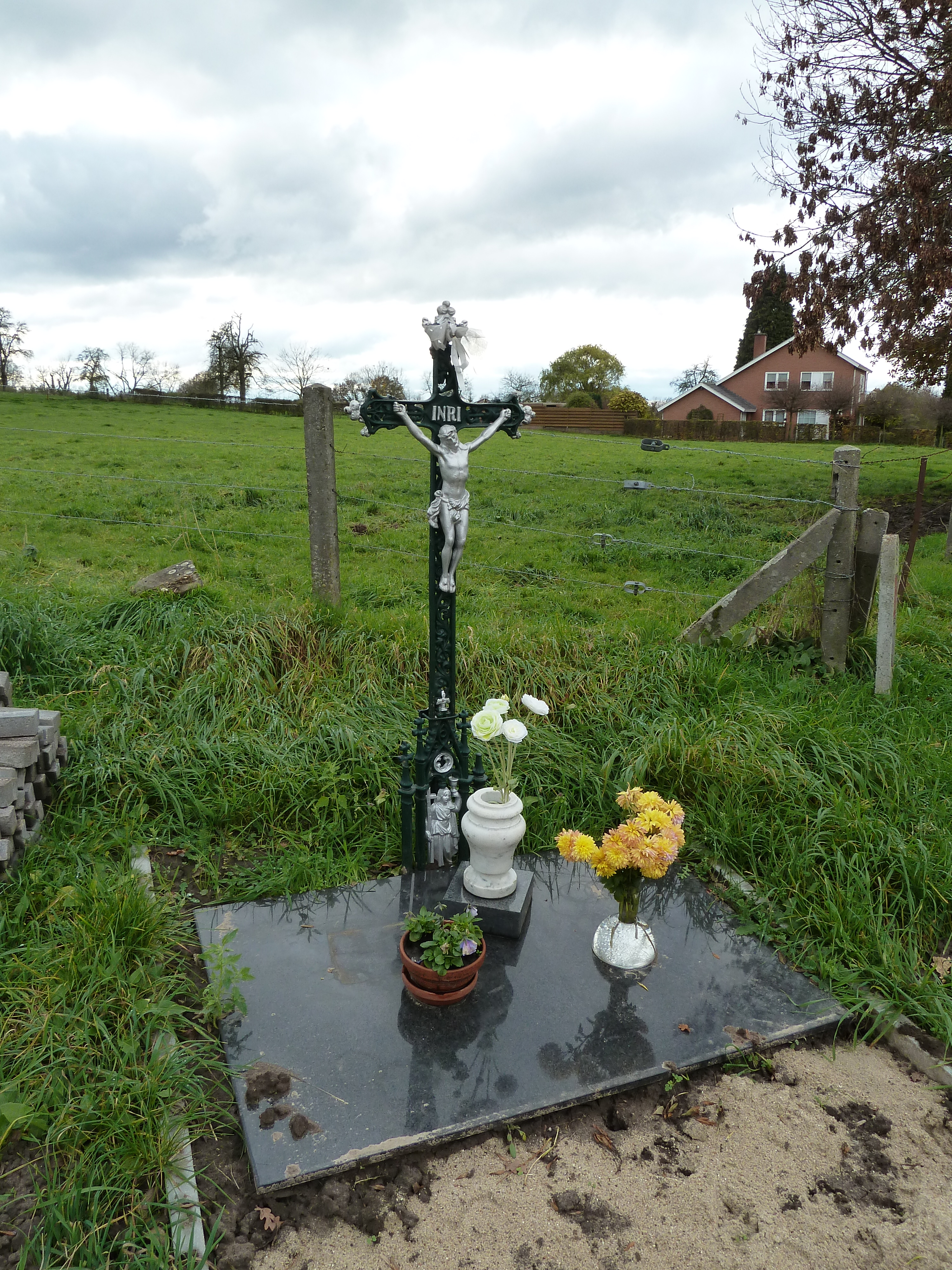
Wegkruis Vaesrade-Vaesraderweg
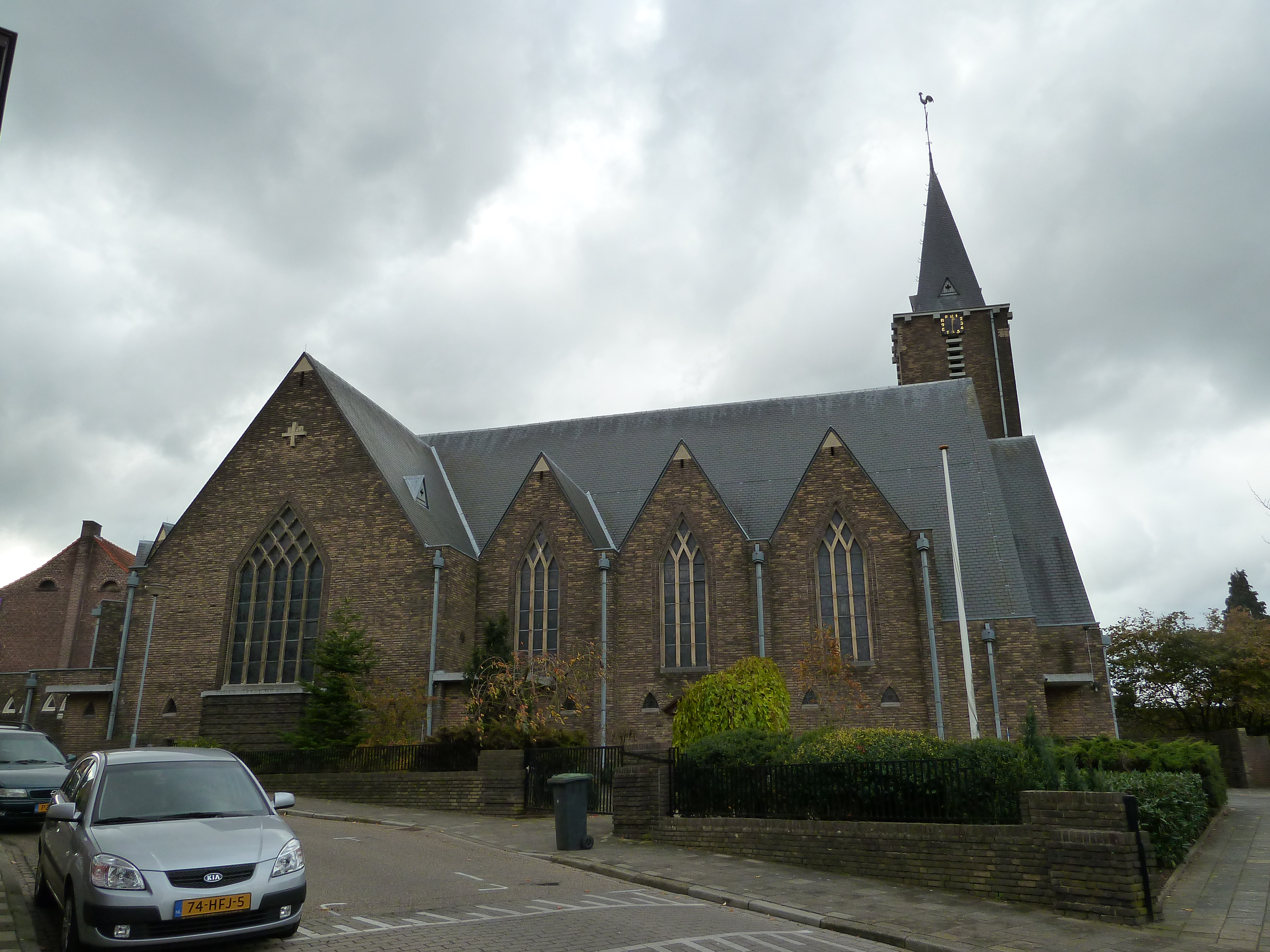
Sint-Servatiuskerk